# Siegfried Löw
Siegfried „Sigi“ Löw (* 27. April 1933 in Dresden; † 23. Juni 1962 am Nanga Parbat) war ein deutscher Bergsteiger.

## Leben
Löw verbrachte seine Kindheit in Dresden. Bei der Bombardierung Dresdens verlor er seinen Vater. Seine Mutter galt als verstorben. Löw ging 1945 von Dresden nach München, wo er sich bereits im Jugendlichenalter für das Bergsteigen interessierte. Er ließ sich in Rosenheim nieder. Mit 17 Jahren hatte Löw bereits mehrfach verschiedene Abschnitte der Dolomiten bestiegen. Im Jahr 1958 gelang ihm mit Jörg Lehne, Lothar Brandler und Dietrich Hasse die Erstbegehung der Direkten Nordwand der Großen Zinne.
Im Jahr 1962 durchstieg er zusammen mit Toni Kinshofer und Anderl Mannhardt als erster die Diamirflanke, was zugleich nach Hermann Buhl erst die zweite Besteigung des Nanga Parbat war. Löw stürzte beim Abstieg tödlich ab.
Ihm zu Ehren wurde die Sigi-Löw-Gedächtnisexpedition zum Nanga Parbat benannt.